# Ataenius carinator
Ataenius carinator är en skalbaggsart som beskrevs av Edgar von Harold 1874. Ataenius carinator ingår i släktet Ataenius och familjen Aphodiidae. Inga underarter finns listade.